# Tyran de Cayenne
Myiozetetes cayanensis
Espèce
Répartition géographique
Statut de conservation UICN

 LC  : Préoccupation mineure
Le Tyran de Cayenne (Myiozetetes cayanensis) est une espèce de passereaux de la famille des Tyrannidae.

## Description

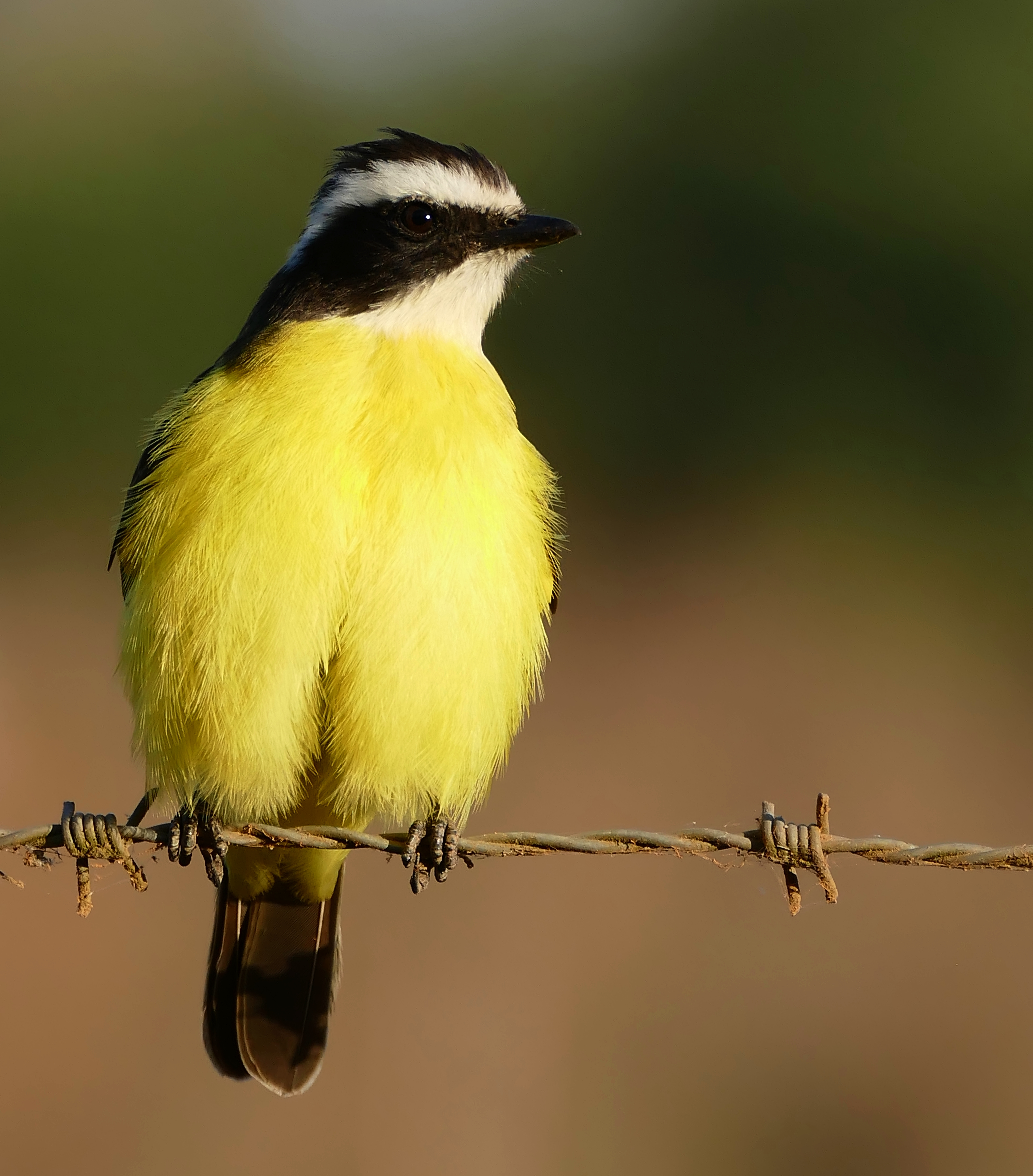
..Mato Grosso, Brésil)

## Répartition et sous-espèces
Selon la classification de référence du Congrès ornithologique international (14.2, 2024) il se répartit en quatre sous-espèces :
- Myiozetetes cayanensis rufipennis Lawrence, 1869 — nord du Venezuela, est de la Colombie et de l'Équateur ;
- Myiozetetes cayanensis hellmayri Hartert & Goodson, 1917 — Panama, ouest de la Colombie, du Venezuela et de l'Équateur ;
- Myiozetetes cayanensis cayanensis (Linnaeus, 1766 —    plateau des Guyanes et est/sud de l'Amazonie ;
- Myiozetetes cayanensis erythropterus (Lafresnaye, 1853) — forêt atlantique.

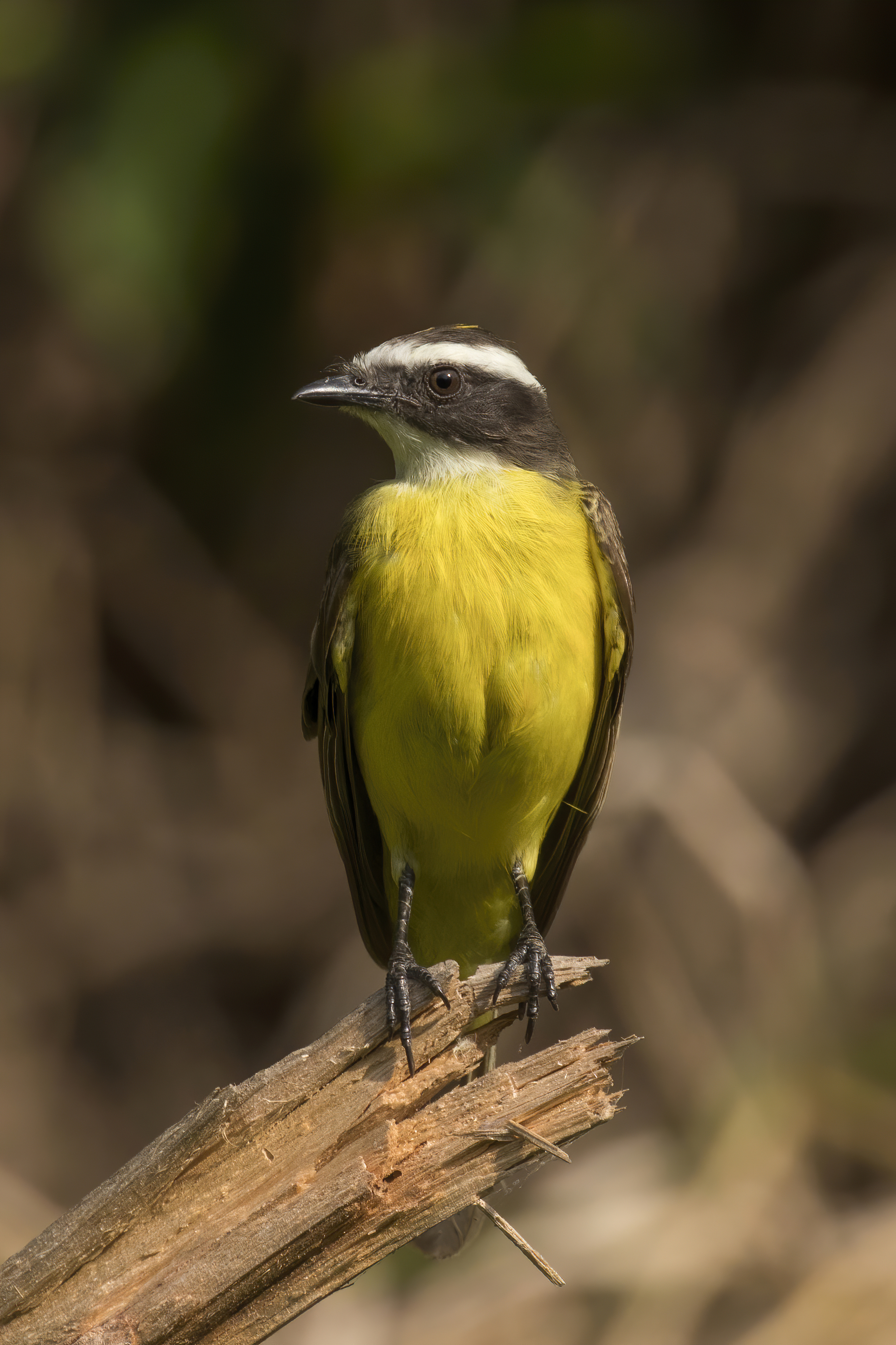
..près du Río Chagres au Panama.

## Habitat
Ses habitats naturels sont les forêts subtropicales ou tropicales humides de plaine et les forêts anciennes fortement dégradées.